# Negritești
Negritești – wieś w Rumunii, w okręgu Neamț, w gminie Podoleni. W 2011 roku liczyła 313 mieszkańców.